# Rue de la Ville-Neuve
La rue de la Ville-Neuve est une voie du 2e arrondissement de Paris, en France.

## Situation et accès
La rue de la Ville-Neuve est rejointe ou traversée par plusieurs rues ; du nord au sud :
- boulevard de Bonne-Nouvelle
- rue de la Lune
- rue Beauregard

Ce site est desservi par les stations de métro Bonne-Nouvelle et Réaumur - Sébastopol.

## Origine du nom
Cette voie doit son nom au quartier dit la Ville-Neuve qui fut bâti en 1630 sur la butte de Bonne-Nouvelle.

## Historique

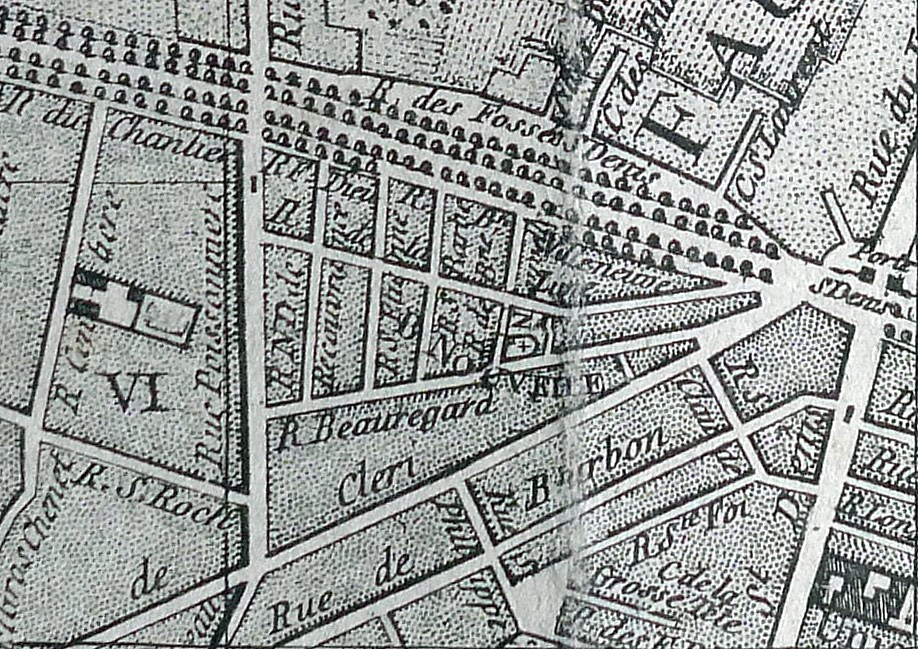
Quartier de Bonne-Nouvelle en 1760 (plan de Vaugondy).

Cette rue est bâtie sur la butte de Bonne-Nouvelle, également appelée « Butte-des-Gravois », « butte formée d'énormes amas d'immondices divers, de boues et de voirie entassés » en cet endroit entre le Xe et la fin du XVIe siècle,  comprise entre la rue Poissonnière à l'ouest, le boulevard de Bonne-Nouvelle au nord et la rue de Cléry au sud-est.
La rue de la Ville-Neuve fait partie des voies de la butte Bonne-Nouvelle ouvertes en 1540 et rasées en 1593. Elle est lotie à nouveau à compter de 1623 ; pour en favoriser le peuplement, les commerçants et artisans qui s'y installent sont déclarés francs de taxes, à l'instar de ceux de l'enclos du Temple. Appelée rue « Neuve-Saint-Étienne-de-Bonne-Nouvelle », puis « Saint-Étienne-de-la-Ville-Neuve », elle reçoit son nom actuel en 1867.

## Bâtiments remarquables et lieux de mémoire
- No 1 : façade latérale de l'école publique polyvalente Beauregard, dont l'entrée principale est 5 rue Beauregard.
- No 14 : le Beverley, le dernier cinéma pornographique de Paris, fermé en 2019.
- Nos 14-16 : emplacement de l'ancien couvent du Petit-Saint-Chaumont.

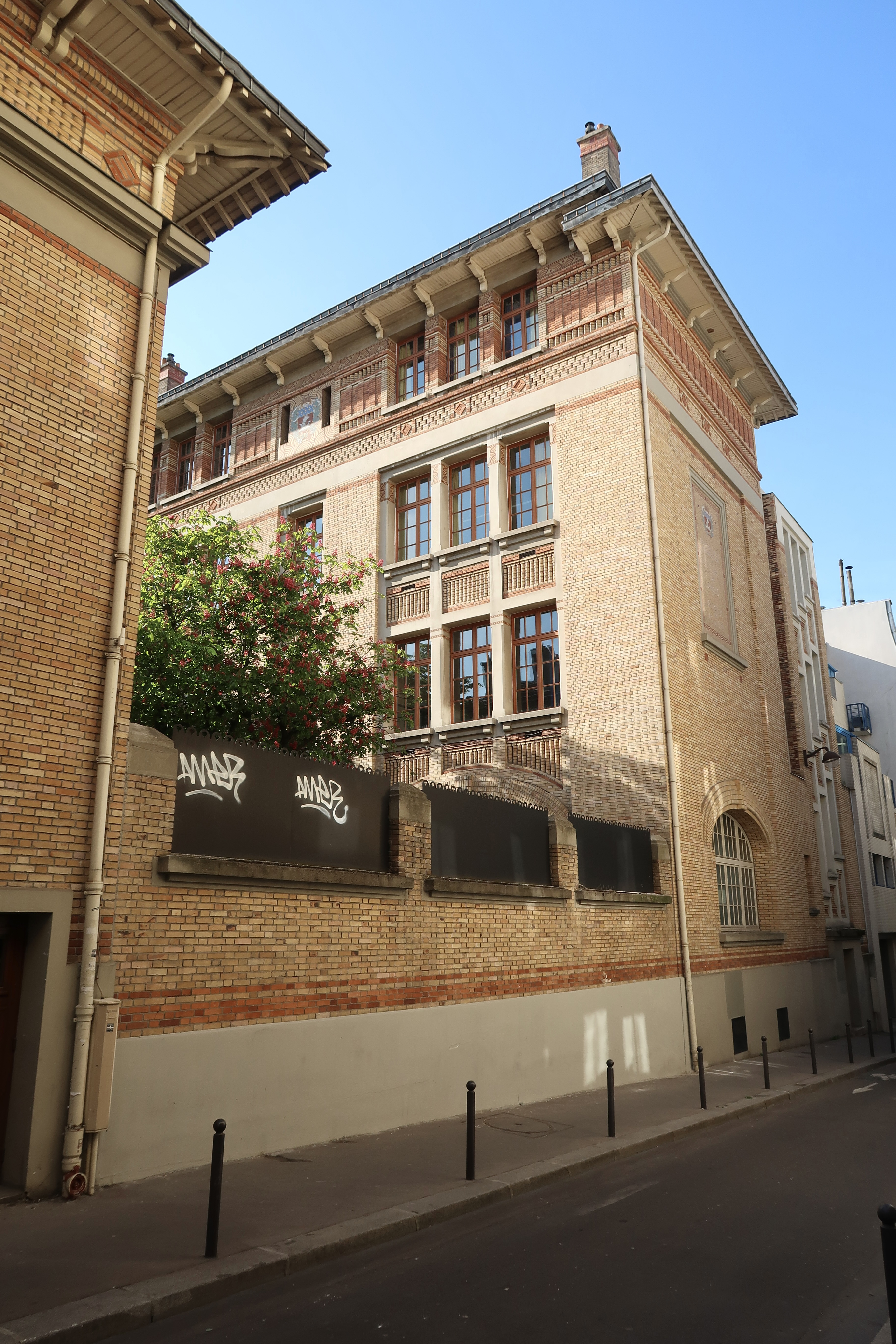
École.

## Pour approfondir